# Departamento de Melipilla
El Departamento de Melipilla es una antigua división territorial de Chile, que pertenecía a la Provincia de Santiago. La cabecera del departamento fue Melipilla. Fue creado sobre la base del antiguo Partido de Melipilla. Luego, se segregan las subdelegaciones 6.ª, Lagunillas y 7.ª, Algarrobo, las que se anexan al Departamento de Casablanca. En 1883 se integran 10 subdelegaciones (las correspondientes a las subdelegaciones de 1889: 10.ª, Chocalán; 11.ª, Codegua; 12.ª, San Pedro; 13.ª, Loica; 14.ª, Santo Domingo; 15.ª, Bucalemu; 16.ª, Quilamuta; 17.ª, Carén; 18.ª, Alhué y 19.ª, El Asiento) del antiguo departamento de Rancagua, con la creación de la provincia de O'Higgins. El 22 de enero de 1917, se crea el Departamento de San Antonio, con las subdelegaciones 6.ª, Cartagena; 7.ª, San Antonio; 8.ª, Cuncumén; 12.ª, San Pedro; 13.ª, Loica; 14.ª, Santo Domingo; 15.ª, Bucalemu; y 20.ª, El Tabo. 
El 30 de diciembre de 1927, con el DFL 8582, es incorporado nuevamente el departamento de San Antonio, y su capital pasa a ser el puerto de San Antonio (Chile). Así, el artículo 2° del DFL 8582 señala: 
"Art. 2.o Los departamentos tendrán por límites los fijados por el decreto-ley número 354, de 17 de marzo de 1925, y sus actuales cabeceras, con las modificaciones siguientes, además de las arriba indicadas:"
"El departamento de Melipilla, estará formado por el territorio del actual departamento de San Antonio y por el de las antiguas subdelegaciones 1.a Melipilla, 2.a San Francisco del Monte, 3.a María Pinto, 9.a Matadero, 10 Chocalán y 11 Codigua, del actual departamento de Melipilla. Su cabecera es el puerto de San Antonio"
De acuerdo al artículo 2°, se segregan las siguientes subdelegaciones del Departamento de Melipilla quedando en los siguientes departamentos:
- El departamento de Valparaíso estará formado por el territorio de los actuales departamentos de Limache, Valparaíso y Casablanca, por la parte de la antigua subdelegación 5.a Lepe, del actual departamento de Melipilla, que queda al Norte de la línea de cumbres entre el cerro del Roble Alto y el cerro de Las Cardas, pasando por el Alto de Carén, el cerro de Los Morros y el paso de los Padrones sobre el Estero de Puangue.
- El departamento de Santiago estará formado por el territorio de los actuales departamentos de Santiago y La Victoria, por la parte de la antigua subdelegación 6.ª Montenegro, del actual departamento de Los Andes, que queda al sur de la línea de cumbres que limita por el Sur la hoya del río Aconcagua; por la subdelegación 4.a Curacaví, del departamento de Melipilla, por la parte de la antigua subdelegación 5.a Lepe, del mismo departamento, que queda al Sur de la línea de cumbres entre el cerro de Roble Alto y el cerro de Las Cardas, pasando por el Alto de Carén, el cerro de Los Morros y el paso de Los Padrones, sobre el estero Puangue, y por el distrito 3.º El Monte, de la antigua subdelegación 5.ª Valdivia de Paine, del actual departamento de Maipo. Su capital es la ciudad de Santiago.

- El departamento de Cachapoal estará formado por el territorio de las antiguas subdelegaciones 1.ª Peumo 2.ª Codao, 3.ª El Carmen y 4.ª El Manzano, del departamento de este nombre; por las antiguas subdelegaciones 16 Quilamuta, 17 Carén, 18 Alhué y 19 El Asiento, del actual departamento de Melipilla, y por las antiguas subdelegaciones 9.ª Zúñiga, 10 Pichidegua, 11 Pencahue, 12 Tagua-Tagua y 16 Larmahue, del actual departamento de San Vicente. La cabecera del departamento de Cachapoal es la Villa de San Vicente;

Con el DFL 8583, se divide el Departamento en comunas-subdelegaciones de acuerdo a los límites establecidos en este decreto con fuerza de ley. 
Luego, con la Ley 5287 del 11 de octubre de 1933, se divide el Departamento de Melipilla, en el Departamento de San Antonio y el nuevo Departamento de Melipilla.

## Límites
El Departamento de Melipilla limitaba:
- al norte con el Departamento de Casablanca.
- al oeste con el Océano Pacífico, y desde 1917 con el Departamento de San Antonio
- al sur con el Departamento de Rancagua, y con el Departamento de San Fernando.
- Al este con el Departamento de La Victoria y el Departamento de Santiago, desde 1883, Departamento de Maipo.

Desde 1928 el Departamento de Melipilla limitaba:
- al norte con el Departamento de Valparaíso.
- al oeste con el Océano Pacífico, y luego con el Departamento de San Antonio
- al sur con el Departamento de San Fernando.
- Al este con el Departamento de Maipo y el Departamento de Santiago, y luego con el Departamento de Talagante.

## Administración
La Ilustre Municipalidad de Melipilla se encargaba de la administración local del departamento, con sede en Melipilla, en donde se encontraba la Gobernación Departamental.

Con el Decreto de Creación de Municipalidades del 22 de diciembre de 1891, se crea las siguientes municipalidades, con su sede y cuyo territorio es la subdelegación detallada a continuación:
| Municipalidad Sede      | Subdelegaciones     |
| ----------------------- | ------------------- |
| Melipilla               | 1.ª, Melipilla      |
| Melipilla               | 9.ª, Matadero       |
| San Francisco del Monte | 2.ª, El Monte       |
| Curacaví                | 3.ª, María Pinto    |
| Curacaví                | 4.ª, Curacaví       |
| Curacaví                | 5.ª, Lepe           |
| San Antonio             | 6.ª, Cartajena      |
| San Antonio             | 7.ª, San Antonio    |
| San Antonio             | 8.ª, Cuncumén       |
| Chocalán                | 10.ª, Chocalán      |
| Chocalán                | 11.ª, Codegua       |
| Loica                   | 12.ª, San Pedro     |
| Loica                   | 13.ª, Loica         |
| Alhué                   | 14.ª, Santo Domingo |
| Alhué                   | 15.ª, Bucalemu      |
| Alhué                   | 16.ª, Quilancota    |
| Alhué                   | 17.ª, Carén         |
| Alhué                   | 18.ª, Alhué         |
| Alhué                   | 19.ª, El Asiento    |

En 1901, se crea la Municipalidad de Cartagena, que entra en funciones en 1903, definiendo su territorio municipal.
En 1927 con el DFL 8582 se modifica la composición del departamento, y la cabecera del departamento pasa al Puerto de San Antonio y con el DFL 8583 se definen las nuevas subdelegaciones y comunas, que entran en vigor el año 1928. Al restituirse nuevamente el Departamento de San Antonio, la capital pasa a ser Melipilla.

## Subdelegaciones
Las subdelegaciones, cuyos límites asigna el decreto del 14 de enero de 1889, son las siguientes:
- 1.ª, Melipilla
- 2.ª, El Monte (San Francisco del Monte)
- 3.ª, María Pinto
- 4.ª, Curacaví
- 5.ª, Lepe
- 6.ª, Cartajena (Cartagena) (hasta 1917)
- 7.ª, San Antonio (hasta 1917)
- 8.ª, Cuncumén (hasta 1917)
- 9.ª, Matadero
- 10.ª, Chocalán
- 11.ª, Codegua
- 12.ª, San Pedro (hasta 1917)
- 13.ª, Loica (hasta 1917)
- 14.ª, Santo Domingo (hasta 1917)
- 15.ª, Bucalemu (hasta 1917)
- 16.ª, Quilancota (Quilamuta)
- 17.ª, Carén
- 18.ª, Alhué
- 19.ª, El Asiento

Luego, se creó:
- 20.ª, El Tabo (hasta 1917)

Entre paréntesis nombre usado por el DFL 8583.
El 22 de enero de 1917, se crea el Departamento de San Antonio, con las subdelegaciones 6.ª, Cartagena; 7.ª, San Antonio; 8.ª, Cuncumén; 12.ª, San Pedro; 13.ª, Loica; 14.ª, Santo Domingo; 15.ª, Bucalemu; y 20.ª, El Tabo. 

## Comunas y Subdelegaciones (1927)
De acuerdo al DFL 8583 del 30 de diciembre de 1927, en el Departamento de Melipilla se crean las comunas y subdelegaciones con los siguientes territorios:
- San Antonio, que comprende las antiguas subdelegaciones: 7.ª, San Antonio; 8.ª, Cuncumén; 14.ª, Santo Domingo y 15.ª, Bucalemu, del antiguo departamento de San Antonio.
- Melipilla, que comprende las antiguas subdelegaciones: 1.ª, Melipilla; 9.ª, Matadero; 10.ª, Chocalán, y 11.ª, Codegua.
- El Monte, que comprende la antigua subdelegación 2.ª, San Francisco del Monte.
- María Pinto, que comprende la antigua subdelegación 3.ª, María Pinto.
- Cartagena, que comprende las antiguas subdelegaciones: 6.ª, Cartagena, y 20.ª, El Tabo, del antiguo departamento de San Antonio.
- Loica, que comprende las antiguas subdelegaciones: 12.ª, San Pedro y 13.ª, Loica, del antiguo departamento de San Antonio.

Luego, con la Ley 5287 del 11 de octubre de 1933, se divide el Departamento de Melipilla, en el Departamento de San Antonio y el nuevo Departamento de Melipilla. El Departamento de San Antonio, comprende las comunas-subdelegaciones de:
- San Antonio
- Cartagena
- Loica